# 利萨克和穆雷
利萨克和穆雷（法語：Lissac-et-Mouret，法語發音：[lisak e muʁɛ]）是法国洛特省的一个市镇，位于该省东部，属于菲雅克区。

## 地理
利萨克和穆雷（44°37'35"N, 1°59'16"E）面积15.55 平方千米，位于法国奧克西塔尼大區洛特省，该省份为法国西南部内陆省份，北起顺时针与科雷兹省、康塔爾省、阿韦龙省、塔恩-加龙省、洛特-加龍省和多尔多涅省接壤。
与利萨克和穆雷接壤的市镇（或旧市镇、城区）包括：丰镇、康布、康布利、康比拉、菲雅克。

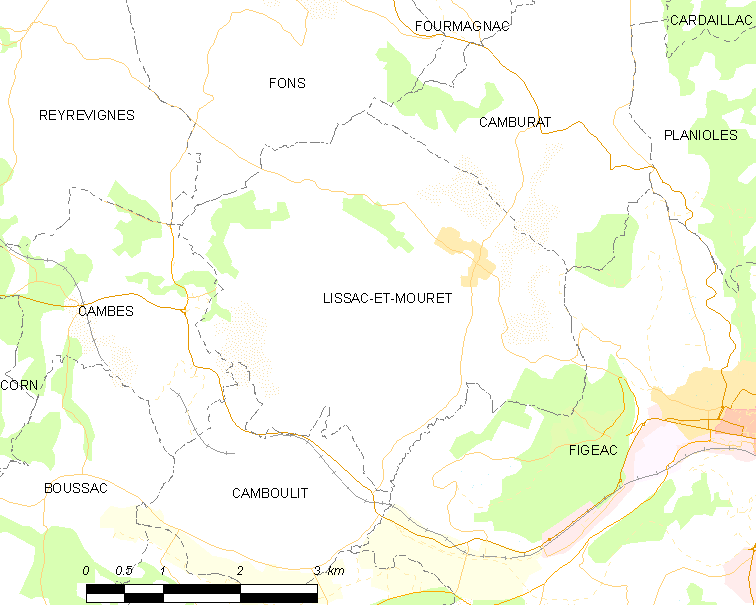
利萨克和穆雷的OSM定位图

利萨克和穆雷的时区为UTC+01:00、UTC+02:00（夏令时）。

## 行政
利萨克和穆雷的邮政编码为46100，INSEE市镇编码为46175。

## 政治
利萨克和穆雷所属的省级选区为菲雅克第一县。

## 人口

1962-2008年间利萨克和穆雷人口变化图示

利萨克和穆雷于2022年1月1日时的人口数量为943人。